# 布萊巴赫河
50°42′53.98″N 6°44′14.85″E / 50.7149944°N 6.7374583°E
布萊巴赫河（德語：Bleibach），是德國的河流，位於該國西部，處於北萊茵-威斯特法倫州，屬於羅特巴赫河的右支流，河道全長23.9公里，流域面積50平方公里。

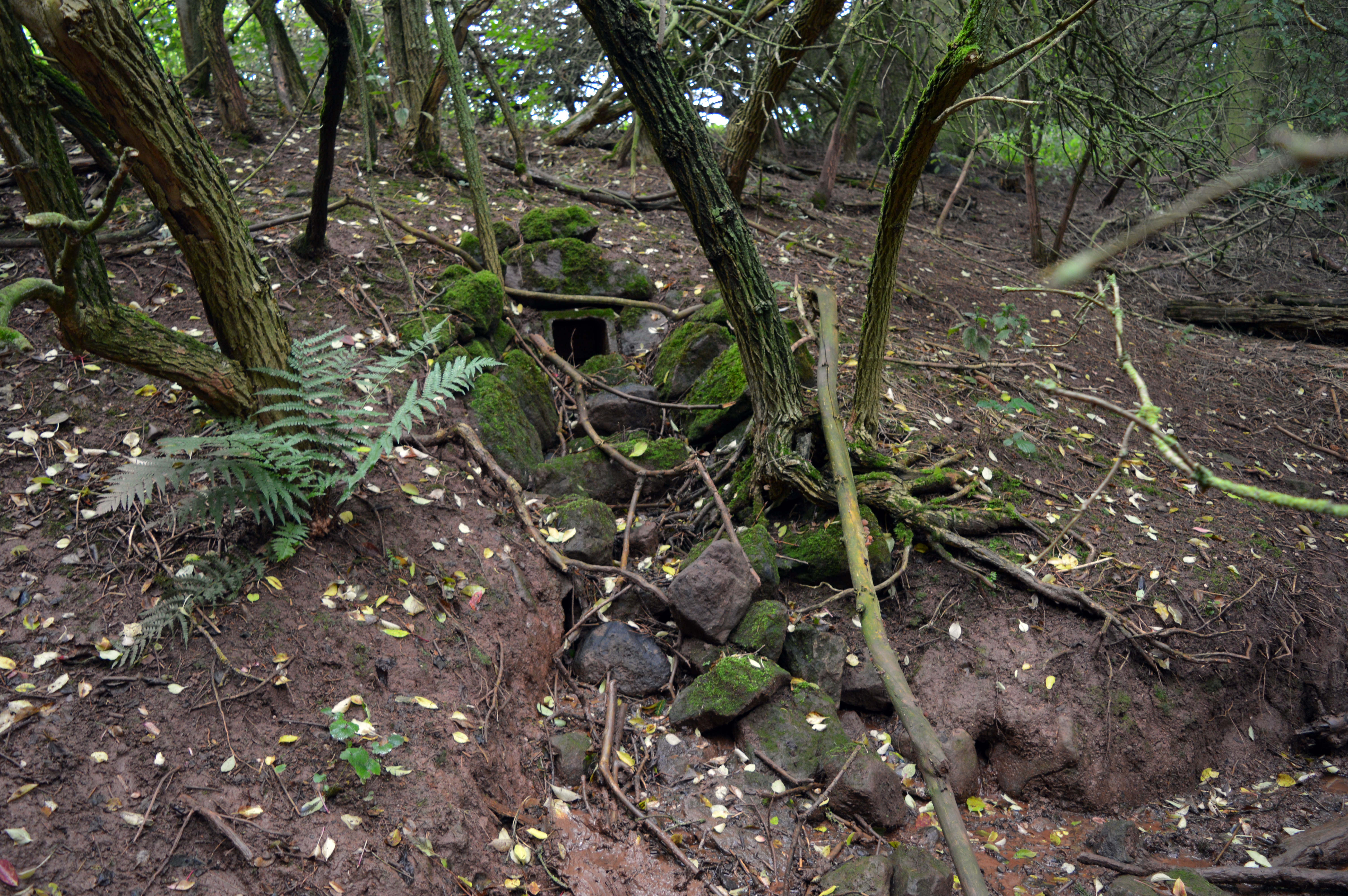